# 荒牧バラ公園

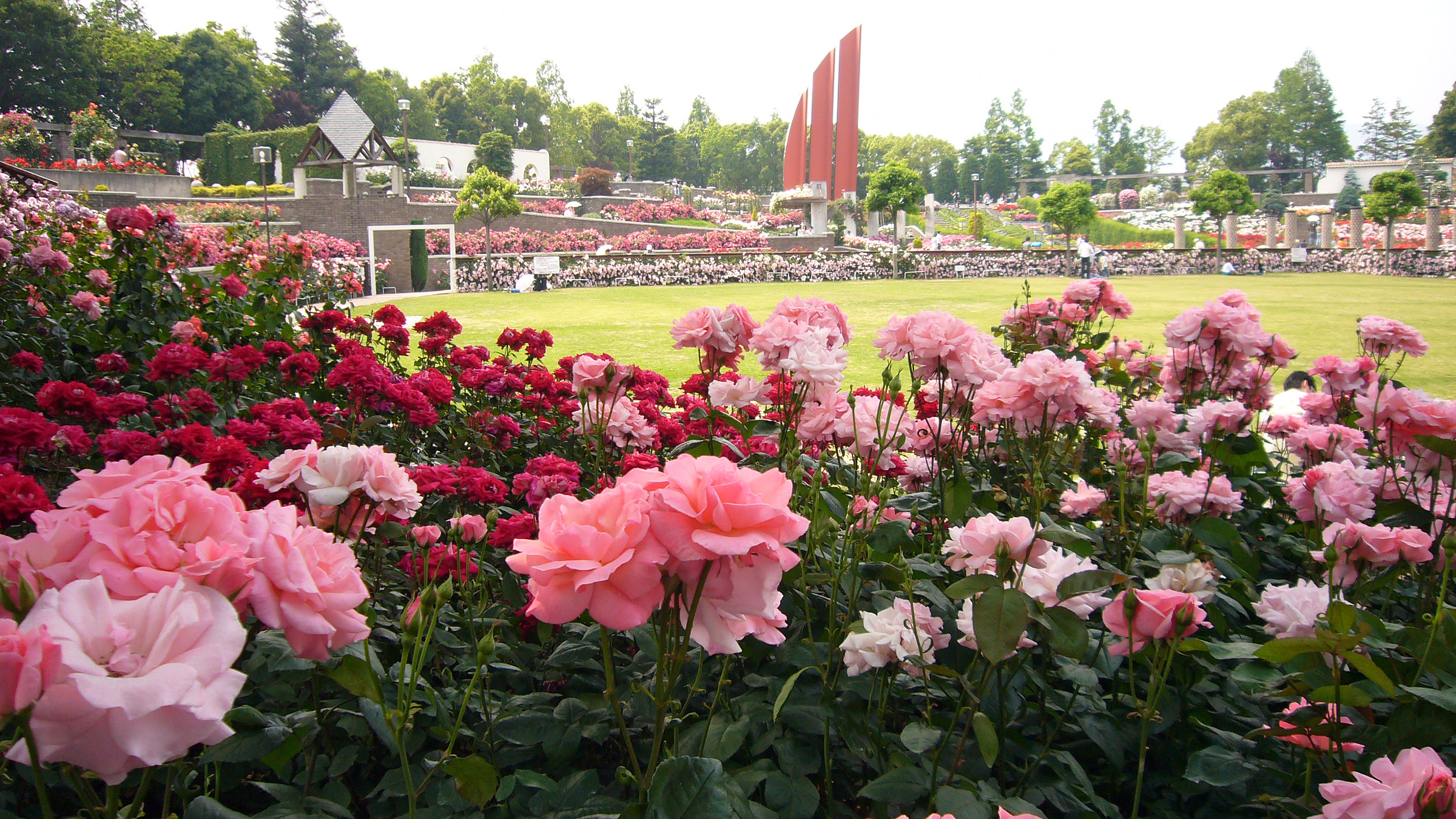
芝生広場

荒牧バラ公園（あらまきバラこうえん）は、兵庫県伊丹市荒牧にある日本の公立都市公園である。テラス式庭園として、南欧風にデザインされた園内に世界のバラ約250種1万本を栽培しており、天津乙女やマダム・ヴィオレなど世界的に名高い薔薇の品種を生み出した。

## 概要
伊丹市旧市街地の北4km、宝塚市との市境近くに位置する郊外型都市公園。植物園でのバラ展示を第一の目的として造成された公園で、西にある天神川の堤防の一部を取り込むことで高低差10mを得るという設計により、平坦地にダイナミックな景観を生みだすことに成功している。250種1万本のバラは芝生広場を囲むように階段状に植栽され通路は立体迷路状となっている。その色とりどりのバラの美しさを引き立たせるために、園内は白を基調とする南欧風にデザインされている。
バラの種類としては、現代のバラでは最もポピュラーになっているHT（ハイブリッド・ティー系）の92種をはじめ、一枝に多数の花を付けるF（フロリバンダ）系約50種、蔓バラであるCI（クライミング系）が27種、一般にミニバラと呼ばれるMin（ミニチュア系）が6種、花が鈴なりになるS（シュラブ系）が5種、グルテンドルストなどの Old（オールドローズ系）約20種が見られる。木立のスーパードロシーや、ノスタルジー、ブラスバンドなどの鮮やかな花色が特に目立っている。
公園の南隣には、講演や展示会場を兼ねる情報センター「みどりのプラザ」を併設する。

## 主な施設
- 平和モニュメント - 井上武吉作
- 地下ホール（瞑想空間）
- 植物園（バラ園）

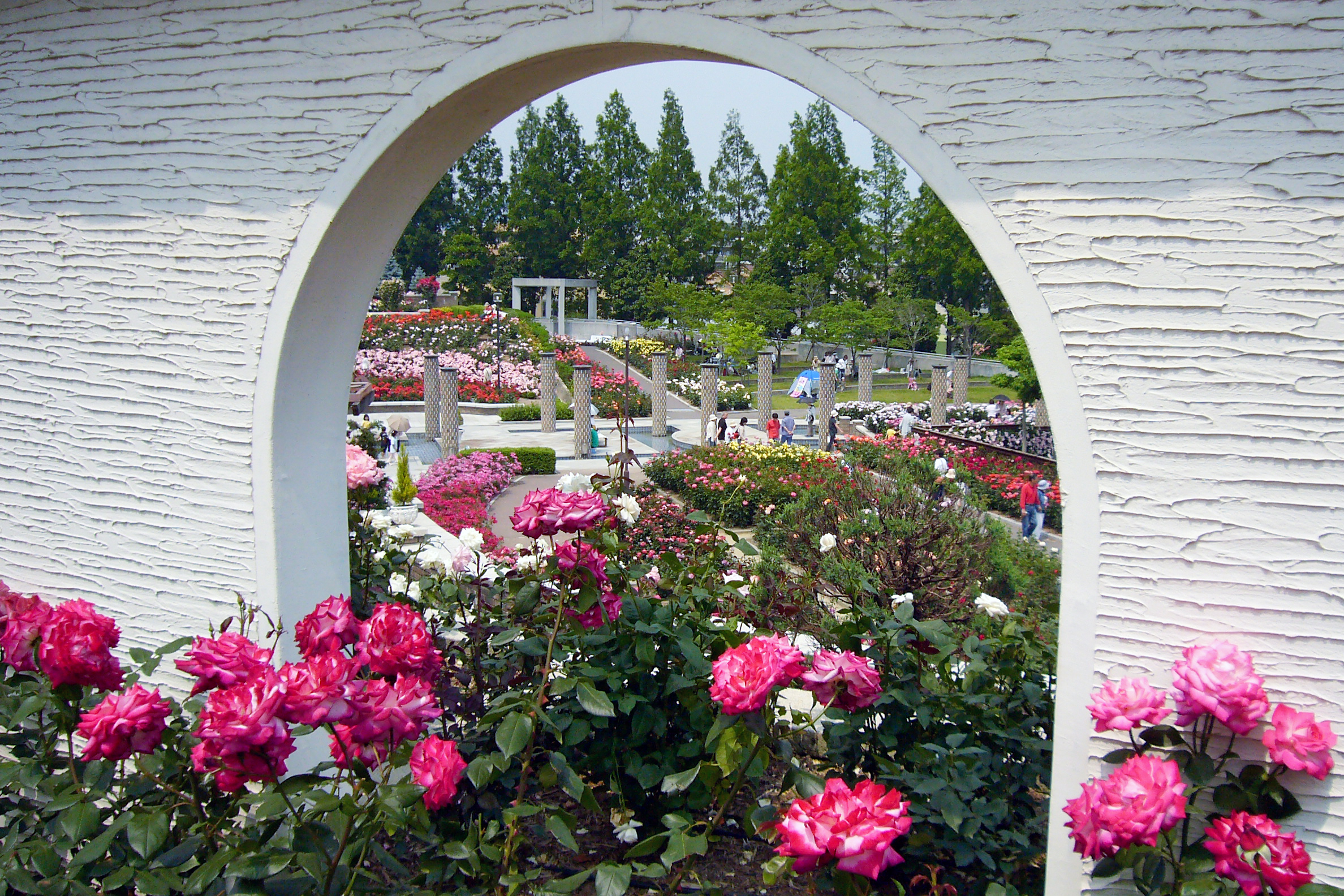
植物園（バラ園）

  - ふるさとのバラコーナー - 伊丹市で生まれたバラ品種のバラ園
  - ハッセルトコーナー - 小便小僧で有名な姉妹都市ハッセルトにちなんだバラ園
- 外周植栽
- 芝生広場
- レストハウス「ローズギャラリー」
- 有料駐車場（バス7台収容）

## 概要
- 開花時期 - 5-6月と10-11月
- 休園日 -  火曜が休日の場合は開園し、翌日休園
- 入園料 - 無料

## 交通アクセス
- 伊丹駅 (阪急)、伊丹駅 (JR西日本)から伊丹市バス2番、3番系統「荒牧バラ公園」行き、52番系統「鶴田団地」経由「JR中山寺」行きで「荒牧バラ公園」下車すぐ
- 伊丹駅 (阪急)、伊丹駅 (JR西日本)から伊丹市バス51番系統「鶴田団地」行きで「鶴田団地」下車徒歩約5分
- 山本駅（阪急宝塚本線）から徒歩約20分、または阪急バス72番、73番系統「阪急逆瀬川」行きで「山本南1丁目」下車徒歩約5分
- 逆瀬川駅（阪急今津線）、中山寺駅（JR宝塚線）から阪急バス76番、77番系統「阪急山本→野里方面循環」行きまたは73番系統「阪急山本」行きで「山本南1丁目」下車徒歩約5分
- 中山寺駅（JR宝塚線）から徒歩約20分、または伊丹市バス55番系統「三師団・交通局前」行き、52番系統「荻野」経由「JR伊丹」行きで「荒牧バラ公園」下車すぐ